# Burgstall Kollnburg
Der Burgstall Kollnburg bezeichnet eine abgegangene mittelalterliche Höhenburg auf dem „Schulberg“ bei 666 m ü. NN etwa 150 Meter ostsüdöstlich der Kirche in Kollnburg  (Gemeinde Kollnburg) im Landkreis Regen in Bayern. Die Anlage wird als Bodendenkmal unter der Aktennummer D-2-6943-0008 im Bayernatlas als „Burgstall des Mittelalters“ geführt. 
Von der ehemaligen Burganlage sind noch Wall- und Grabenreste erhalten.